# Phlebotomus perniciosus
Phlebotomus perniciosus — вид двокрилих комах родини Метелівкові (Psychodidae). Поширений у Середземноморському регіоні. Вид є переносником одноклітинного паразита Leishmania donovani, що є збудником середземноморського вісцерального лейшманіозу у людей.